# ウルシカ・ジョルニル
ウルシカ・ジョルニル（Urska Zolnir 1981年10月9日- ）は、スロベニアのジャレツ出身の柔道家。階級は63kg級。身長173cm。裏投や掬投などを得意とするパワフルな選手である。また、十字固をはじめとした寝技も得意にしている。段位は五段を取得。スロベニア軍のスポーツ班に所属している。また、ツェリェに位置しているSankaku柔道クラブの一員でもある。

## 人物
幼少の時からピアノを習っていたが、10歳になると柔道を始めた。ワールドユースゲームズの優勝を始めとして、ヨーロッパジュニアでも2度優勝するなど、ジュニアの頃から活躍していた。2001年には当時としては珍しい賞金付き大会であるグランプリ・セビリア決勝で日本の谷本歩実を破って優勝した。その後2004年アテネオリンピックではスロベニアの柔道選手としては初となる銅メダルを獲得している。2005年の世界選手権でも3位となった。その後2007年と2009年の世界選手権では5位、2008年北京オリンピックでは7位とメダルを獲得するまでには至らなかった。2009年にはかねてより抱えていた左膝の前十字靭帯損傷に加えて右膝の靱帯も負傷したことから、それまで避けていた手術を受けることに決めた。
2011年の世界選手権では準決勝で日本の上野順恵に敗れたものの、6年ぶりに世界選手権でのメダルを獲得した。
2012年7月のロンドンオリンピックの際には以前から指導していた若手有望株のティナ・トルステニャクを打ち込み相手に指名した。オリンピックでは初戦から3戦連続で十字固を極めるなどオール一本勝ちで決勝まで進むと、中国の徐麗麗を技ありで破り金メダルを獲得した。
引退後はスロベニア男子代表チームのコーチとして尽力することとなった。
2016年のリオデジャネイロオリンピックでは自身に続いてトルステニャクが63kg級で金メダルを獲得した。スロベニアのような小国がなぜこれほどの成功を収めることができたのかとの問いに対して、スロベニア柔道が現在あるような礎を築き上げたコーチのマリアン・ファビアンのおかげに尽きると回答した。
2022年にはEJUのスポーツディレクターになった。

## 主な戦績
- 1997年 - ヨーロッパジュニア　優勝
- 1998年 - ワールドユースゲームズ　優勝
- 1999年 - ヨーロッパジュニア　優勝
- 2000年 - ヨーロッパジュニア　3位
- 2001年 - 世界選手権　5位
- 2001年 - グランプリ・セビリア　優勝
- 2003年 - ブルガリア国際　優勝
- 2004年 - アテネオリンピック　3位
- 2005年 - オーストリア国際　優勝
- 2005年 - ドイツ国際　3位
- 2005年 - 世界選手権　3位
- 2006年 - ブルガリア国際　優勝
- 2006年 - ハンガリー国際　優勝
- 2006年 - ドイツ国際　2位
- 2006年 - 福岡国際　3位
- 2007年 - ブルガリア国際　優勝
- 2007年 - ドイツ国際　優勝
- 2007年 - ヨーロッパ選手権　2位
- 2007年 - 世界選手権　5位
- 2008年 - ハンガリー国際　優勝
- 2008年 - ヨーロッパ選手権　3位
- 2008年 - 北京オリンピック　7位
- 2008年 - 嘉納杯　優勝
- 2009年 - グランプリ・チュニス　優勝
- 2009年 - 世界選手権　5位
- 2010年 - グランプリ・チュニス　3位
- 2010年 - ワールドカップ・バーミンガム　優勝
- 2010年 - グランプリ・ロッテルダム　2位
- 2010年 - グランドスラム・東京　5位
- 2011年 - ワールドマスターズ2011　5位
- 2011年 - グランドスラム・パリ　3位
- 2011年 - グランプリ・バクー　2位
- 2011年 - グランドスラム・モスクワ　優勝
- 2011年 - 世界選手権　3位
- 2011年 - グランドスラム・東京　優勝
- 2012年 -　ロンドンオリンピック　優勝